# VW Jetta König
Der Volkswagen Jetta König ist ein Pkw der unteren Mittelklasse, der von Mai 1997 bis März 2010 von FAW-Volkswagen für den Markt der Volksrepublik China im Werk Changchun und seit 2008 dazu auch im Werk Chengdu produziert wurde. Das Modell ist eine Weiterentwicklung des Jetta II.

## Konzept und Technik

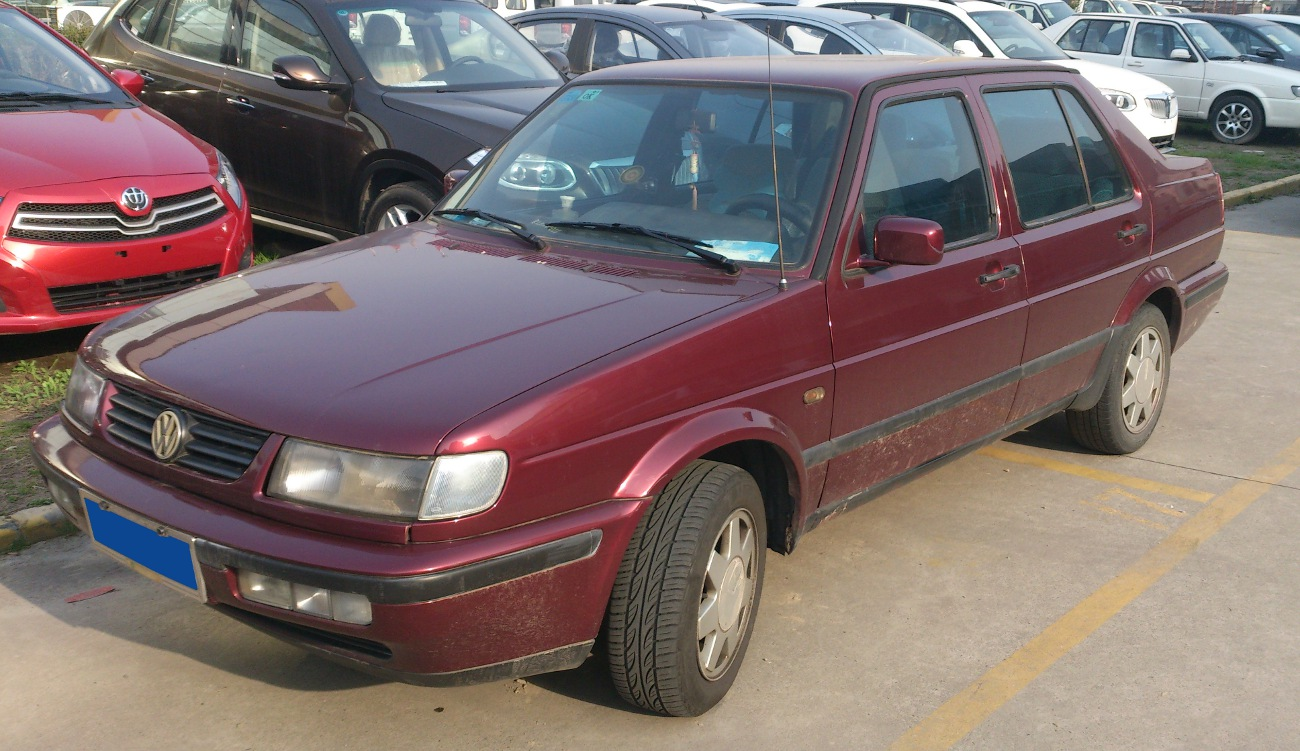
Front 1997–2002

Der Jetta König war keine pure Weiterentwicklung, sondern entstand als eine Mischform zwischen dem Jetta II und dem Passat B4. Auffallendstes Merkmal der Aktualisierung ist die lange und flache Frontpartie. Die Innenausstattung stammte je nach Modellversion entweder vom Corrado oder dem Passat B5. Die Maße der Fahrzeuge sind je nach Ausstattungslinie verschieden. Lediglich das Kofferraumvolumen von 660 Liter ist bei allen Einheiten gleich.

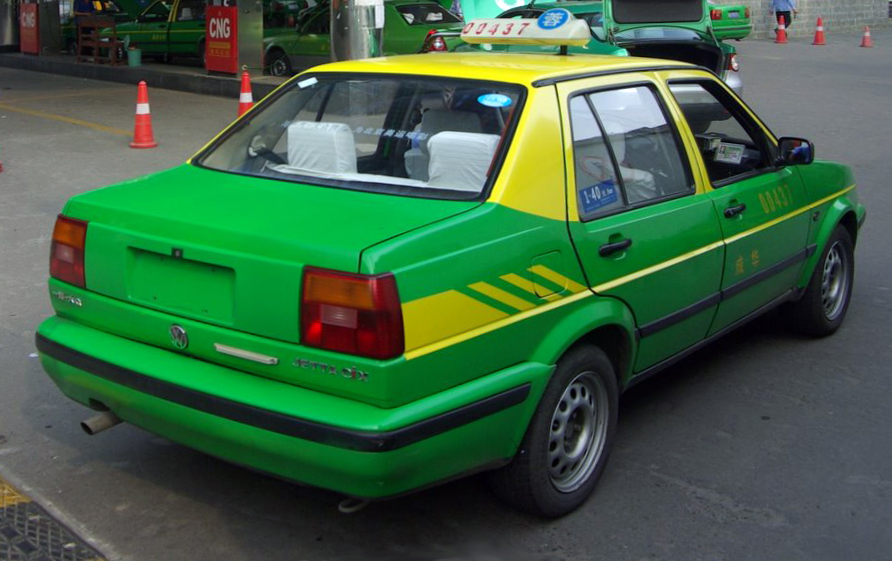
Heck 1997–2004

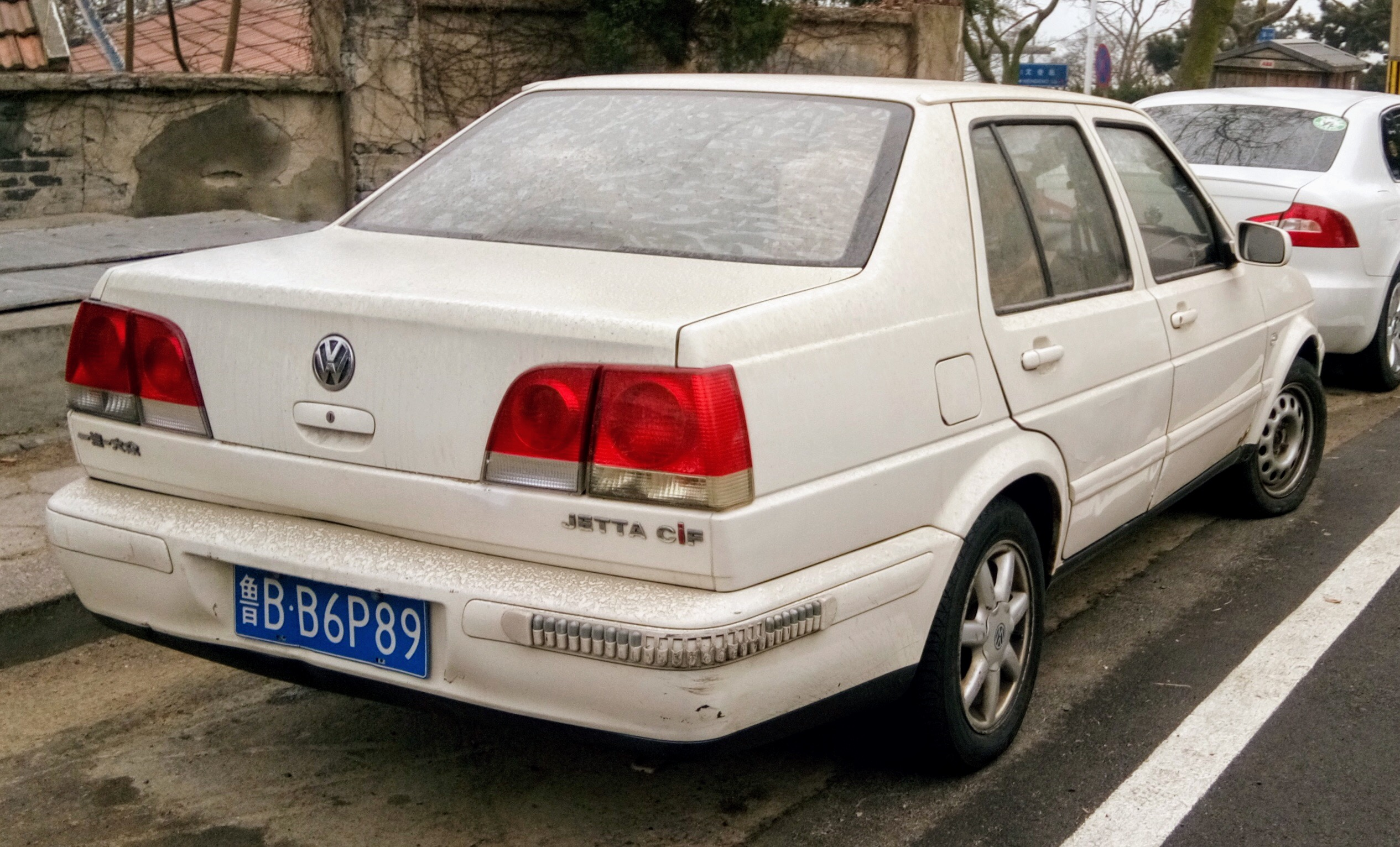
Heck 2004–2010

Als Antrieb gab es anfangs nur den 1,6-Liter-Vierzylinder-Reihenmotor mit 5 Ventilen pro Zylinder bei einem Hubraum von 1595 cm³. Die Leistung lag bei 74 kW. Es gab ihn zunächst nur mit Vierganggetriebe, das später durch ein Fünfganggetriebe ersetzt wurde. Erst ab November 1998 war der Jetta König wahlweise mit einer 4-Stufen-Automatik lieferbar. Einen Monat zuvor wurden die ersten Fahrzeuge mit ABS gefertigt, das wahrscheinlich ebenfalls nur als Extra erhältlich war.
Im April 2001 kam ein EFI-Motor mit elektronisch gesteuerter Direkteinspritzung und einer Leistung von 64 kW hinzu, der der Ausstattungslinie „Meeresbrise“ vorbehalten war. Ab April 2002 gab es einen 1,9-Liter-Dieselmotor und einer Leistung von 47 kW. Im April 2002 wurde das Modell überarbeitet, wobei es ein neues Armaturenbrett wie auch eine leicht abgeänderte Front gab. Auffallend ist vor allem der neue Grill in der V-Form. Gleichzeitig wurde das Prestigemodell „Meeresbrise“ vom neuen „Avantgarde“ abgelöst. Er hatte Dual-Airbags und ist durch grün oder schwarz getönte Scheiben zu erkennen. Ab Juni 2002 war auch ein Saugdiesel mit einer Leistung von 68 kW erhältlich.
Im Laufe des Jahres 2004 wurde auch das Heck des Modells verändert. Ab Juni 2009 war der neue RSH-Motor des Typs EA111 mit einer Leistung von 70 kW erhältlich.
Alle Ausstattungsvarianten: AT, ATF, Avantgarde, CDX, Ci, CT, GT, GTI, GTX, Meeresbrise
| Datenblatt                            |                                                        |                                                        |                                                        |
| Ausstattungslinie                     | Ci                                                     | CT                                                     | AT                                                     |
| Motor                                 | 4-Zylinder-Reihenmotor (Viertakt)                      | 4-Zylinder-Reihenmotor (Viertakt)                      | 4-Zylinder-Reihenmotor (Viertakt)                      |
| Hubraum                               | 1595 cm³                                               | 1595 cm³                                               | 1595 cm³                                               |
| Bohrung × Hub                         | 81 × 77,4 mm                                           | 81 × 77,4 mm                                           | 81 × 77,4 mm                                           |
| Leistung bei 1/min                    | 64 kW (87 PS) bei 5800                                 | 74 kW (100 PS) bei 5800                                | 74 kW (100 PS) bei 5800                                |
| Max. Drehmoment bei 1/min             | 135 Nm bei 2800                                        | 150 Nm bei 4000                                        | 150 Nm bei 4000                                        |
| Verdichtung                           | 9,0:1                                                  | 9,0:1                                                  | 9,0:1                                                  |
| Gemischaufbereitung                   | Einspritzung                                           | Einspritzung                                           | Einspritzung                                           |
| Ventilsteuerung                       | OHC, 2 Ventile pro Zylinder                            | DOHC, 5 Ventile pro Zylinder                           | DOHC, 5 Ventile pro Zylinder                           |
| Kühlung                               | Wasserkühlung                                          | Wasserkühlung                                          | Wasserkühlung                                          |
| Getriebe                              | Fünfganggetriebe Frontantrieb                          | Vierganggetriebe/Fünfganggetriebe Frontantrieb         | Vier-Stufen-Automatik Frontantrieb                     |
| Radaufhängung vorn                    | Dreieckquerlenker, MacPherson-Federbeine, Stabilisator | Dreieckquerlenker, MacPherson-Federbeine, Stabilisator | Dreieckquerlenker, MacPherson-Federbeine, Stabilisator |
| Radaufhängung hinten                  | Verbundlenkerachse, Federbeine                         | Verbundlenkerachse, Federbeine                         | Verbundlenkerachse, Federbeine                         |
| Bremsen                               | Scheibenbremsen vorne, Trommelbremsen hinten, a.W. ABS | Scheibenbremsen vorne, Trommelbremsen hinten, a.W. ABS | Scheibenbremsen vorne, Trommelbremsen hinten, a.W. ABS |
| Lenkung                               | Zahnstangenlenkung, a.W. servounterstützt              | Zahnstangenlenkung, a.W. servounterstützt              | Zahnstangenlenkung, a.W. servounterstützt              |
| Karosserie                            | Stahlblech, selbsttragend                              | Stahlblech, selbsttragend                              | Stahlblech, selbsttragend                              |
| Spurweite vorn/hinten                 | 1429/1422 mm                                           | 1429/1422 mm                                           | 1429/1422 mm                                           |
| Radstand                              | 2471 mm                                                | 2471 mm                                                | 2471 mm                                                |
| Abmessungen                           | 4385 × 1674 × 1415 mm                                  | 4385 × 1674 × 1415 mm                                  | 4385 × 1674 × 1415 mm                                  |
| Leergewicht                           | 1040 kg                                                | 1060 kg                                                | 1100 kg                                                |
| Höchstgeschwindigkeit                 | 180 km/h                                               | 190 km/h                                               | 190 km/h                                               |
| 0–100 km/h                            | 13,5 s                                                 | 12,0 s                                                 | 13,7 s                                                 |
| Verbrauch (Liter/100 Kilometer, Werk) | 6,3 N                                                  | 6,5 N                                                  | 5,3 N                                                  |